# Serhat Koç
Serhat Koç (Eindhoven, 18 juli 1990) is een voormalig Nederlands-Turks profvoetballer die als aanvaller speelde.
Koç voetbalde in de jeugd van Brabantia en Eindhoven AV, alvorens hij in de jeugdopleiding van FC Eindhoven terechtkwam. De aanvaller maakte zijn officiële debuut in het eerste elftal op 11 januari 2008 tegen FC Volendam. Hij kwam dat seizoen uiteindelijk tot elf wedstrijden in de Eerste divisie. Na een sterk tweede seizoen, waarin hij een basisplaats had en achttien goals maakte, vertrok hij naar FC Groningen.
Serhat Koç speelde in het seizoen 2010/2011 eerst op huurbasis voor SC Cambuur en later voor zijn oude club FC Eindhoven. Hij deed dit omdat hij bij FC Groningen maar nauwelijks aan spelen toe kwam.
Op 24 juni 2011 werd bekend dat FC Eindhoven Koç gekocht had van FC Groningen. Na twee seizoen bij FC Eindhoven tekende Koç op 25 mei 2013 een tweejarig contract bij Helmond Sport. In juni 2014 tekende hij een driejarig contract bij Şanlıurfaspor dat uitkomt in de TFF 1. Lig. Eind september verliet hij de Turkse club nadat die de financiële verplichtingen jegens zowel Koç als Helmond Sport niet nakwam.
Vanaf januari 2015 speelde hij bij DOVO. In juli van dat jaar sloot hij aan bij Cappellen FC in België. Daar kreeg hij in oktober een schorsing opgelegd tot eind januari 2016. In de winterstop keerde hij terug bij DOVO. Medio 2017 trok Koç naar SV TEC. Vanaf het seizoen 2019/20 speelt hij voor KFC Esperanza Pelt. Medio 2021 gaat hij naar VV UNA.

## Carrière
| Seizoen | Club           | Wedstrijden | Doelpunten | Competitie     |
| ------- | -------------- | ----------- | ---------- | -------------- |
| 2007/08 | FC Eindhoven   | 11          | 1          | Eerste divisie |
| 2008/09 | FC Eindhoven   | 36          | 18         | Eerste divisie |
| 2009/10 | FC Groningen   | 12          | 0          | Eredivisie     |
| 2010/11 | → SC Cambuur   | 15          | 2          | Eerste divisie |
| 2010/11 | → FC Eindhoven | 17          | 2          | Eerste divisie |
| 2011/12 | FC Eindhoven   | 32          | 11         | Eerste divisie |
| 2012/13 | FC Eindhoven   | 30          | 11         | Eerste divisie |
| 2013/14 | Helmond Sport  | 37          | 12         | Eerste divisie |
| 2014/15 | Şanlıurfaspor  | 0           | 0          | TFF 1. Lig     |
| Totaal: | Totaal:        | 190         | 57         |                |

## Referentie
1. ↑  FC Eindhoven en FC Groningen bereiken principe-akkoord over Koç
2. ↑  http://www.omroepbrabant.nl/?news/194054802/Serhat+Ko%C3%A7+nieuwe+spits+Helmond+Sport.aspx
3. ↑  Gedesillusioneerde Köç alweer terug in Nederland, elfvoetbal.nl, 25 september 2014
4. ↑  Serhat Koç geschorst tot eind januari[dode link], rcfc.be, 28 oktober 2016